# Andrew Riley
Andrew Riley (Saint Thomas, 6 settembre 1988) è un ostacolista giamaicano, medaglia d'oro nei 110 metri ostacoli ai Giochi del Commonwealth 2014.

## Palmarès
| Anno | Manifestazione          | Sede           | Evento             | Risultato  | Prestazione | Note |
| ---- | ----------------------- | -------------- | ------------------ | ---------- | ----------- | ---- |
| 2011 | Mondiali                | Taegu          | 110 m hs           | Semifinale | 13"75       |      |
| 2012 | Giochi olimpici         | Londra         | 110 m hs           | Batteria   | 13"59       |      |
| 2013 | Mondiali                | Mosca          | 110 m hs           | 8º         | 13"51       |      |
| 2014 | Mondiali indoor         | Sopot          | 60 m hs            | Finale     | dns         |      |
| 2014 | Giochi del Commonwealth | Glasgow        | 110 m hs           | Oro        | 13"32       |      |
| 2015 | Mondiali                | Pechino        | 110 m hs           | Semifinale | 13"43       |      |
| 2016 | Giochi olimpici         | Rio de Janeiro | 110 m hs           | Semifinale | 13"46       |      |
| 2019 | World Relays            | Yokohama       | Staffetta hs mista | Finale     | dns         |      |
| 2019 | Mondiali                | Doha           | 110 m hs           | Semifinale | 13"57       |      |